# Мунана
Мунана (на френски: Mounana) е град в Габон с население от около 4377 души (по данни от 2013 г.). Разположен е на Магистрала N3 и от 1958 г. до 90-те години на 20 век е най-големият център за добив на уран. Днес мината е затворена, а градът е земеделски център.